# Ковалёв, Максим Сергеевич
Макси́м Серге́евич Ковалёв (укр. Максим Сергійович Ковальов; род. 20 марта 1989, Коммунарск, Ворошиловградская область) — украинский футболист, защитник.

## Карьера
Воспитанник спортивных школ «Стали» из Алчевска и «Шахтёр» из Донецка. Его первым тренером был Вячеслав Францев. В январе 2010 года на правах аренды перешёл луганскую «Зарю».
В июне 2011 года на правах аренды перешёл в «Ильичёвец».
В 2013 году на правах аренды перешёл в «Сталь» из Алчевска и 14 июля дебютировал в новой команде.
В 2015 году подписал контракт с кировоградской «Звездой». В составе команды, в 2016 году стал чемпионом Первой лиги Украины. В 2018 году, после вылета «Звезды» в первую лигу, покинул клуб.

## Достижения
«Звезда» (Кропивницкий)
- Победитель Первой лиги Украины: 2015/16